# 我要活下去 (電影)
《我要活下去》（英語：6 Below: Miracle on the Mountain）是一部2017年美國生存劇情片，由斯科特·沃夫執導，麥迪遜·特納（Madison Turner）編劇，主演包括喬許·哈奈特、蜜拉·索維諾、莎拉·杜蒙和傑森·科特爾（Jason Cottle）。電影改編自艾瑞克·勒馬克和達文·希（Davin Seay）的著作《晶彩》（Crystal Clear），講述了前職業曲棍球運動員勒馬克的真實故事，他在激烈的暴風雪中困在高山上，必須運用才智和意志力求生。《我要活下去》於2017年10月13日在美國上映。

## 發行
2017年2月，動量影業獲得了該片的發行權，後來將其定於2017年10月13日在美國發行。

## 外部連結
- 互联网电影数据库（IMDb）上《我要活下去》的资料（英文）